# Sinfonia n.º 7 (Beethoven)
Ludwig van Beethoven (1770-1827) iniciou o trabalho concentrado em sua Sinfonia n.º 7 em lá maior (Op. 92) em 1811, enquanto ele estava na cidade termal de Teplice, na Boêmia na esperança de recuperar a sua saúde. Ela foi completada em 1812, e foi dedicada ao Conde Moritz von Fries.

## Instrumentação
A orquestra descrita para a peça compõe-se dos seguintes instrumentos:
| Família   | Instrumentos                                                         |
| --------- | -------------------------------------------------------------------- |
| Madeiras  | - 2 flautas - 2 oboés - 2 clarinetes em lá - 2 fagotes               |
| Metais    | - 2 trompas em lá, mi e ré - 2 trompetes em ré                       |
| Percussão | - tímpanos                                                           |
| Cordas    | - violinos (I) - violinos (II) - violas - violoncelos - contrabaixos |